# Catch-all
Catch-all — функция почтового сервера, позволяющая перенаправлять электронные письма, адресованные несуществующим пользователям, на определённый адрес электронной почты.

## Пример
Если адрес root@example.com установлен в качестве адреса catch-all для домена example.com, любое письмо, отправленное на неизвестный почтовый ящик в этом домене будет перенаправлено на адрес root@example.com. Если функция catch-all отключена, то подобные письма будут отвергаться почтовым сервером и возвращаться отправителю.

## Некоторые факты
- Использование адресов сatch-all затрудняет то, что на эти адреса приходит много спама, который мог бы отвергаться почтовым сервером автоматически, если бы функция сatch-all была отключена.
- Использование catch-all позволяет получить письмо, даже, если отправитель ошибся в написании адреса.
- Функция catch-all предоставляется многими хостингами [1] и некоторыми почтовыми службами[2].
- Адрес catch-all может быть использован как honeypot для образцов автообучения Байесова фильтра спама.